# Roman Sebastian Zängerle
Roman Sebastian Zängerle (auch: Franz Xaver Sebastian Zängerle; * 20. Januar 1771 in Oberkirchberg bei Ulm; † 27. April 1848 in Graz) war ein katholischer Theologe, Professor und ab 1824 Fürstbischof des Bistums Seckau.

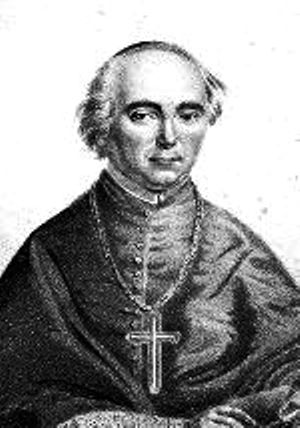
Roman Sebastian Zängerle, zeitgenössische Lithographie

## Ausbildung
Franz Xaver (so der Taufname) Sebastian Zängerle war das neunte von zehn  Kindern  des Seifensieders und Händlers Johann Zängerle und seiner Frau Elisabeth, geborene Brotam, verwitwete Tangel. Sein Geburtsort Oberkirchberg gehörte damals zu Vorderösterreich. Er besuchte ab 1788 das Gymnasium am Benediktinerstift Wiblingen. 1792 legte er bei den Benediktinern die Profess ab und erhielt den Ordensnamen Roman. Nach dem Studium an der Stiftslehranstalt wurde er am 21. Dezember 1793 in Konstanz zum Priester geweiht. Danach war er am Stiftsgymnasium und an der Stiftslehranstalt als Professor für Hermeneutik tätig. Nach weiteren Studien und einem Examen an der Universität Freiburg im Breisgau wurde er ordentlicher Professor der Heiligen Schrift. Er lehrte in den Benediktinerklöstern Wiblingen und Mehrerau. In Wiblingen, wo er seit 1798 Novizenmeister war, übernahm er 1801 zusätzlich die Stiftspfarrei.

## Der akademische Lehrer
1803 erfolgte der Ruf an die Benediktineruniversität Salzburg, wo er zum Doktor der Philosophie und zum Doktor der Theologie promoviert wurde und den Lehrstuhl für orientalische Sprachen und Heilige Schrift erhielt und zugleich für das Fach Pastoraltheologie zuständig war. Daneben war er akademischer Prediger und Betreuer von religiösen Kongregationen.
1806 wurde das Stift Wiblingen säkularisiert und fiel an das Königreich Württemberg. In diesem Zusammenhang übersiedelte ein Teil der Benediktiner von Wiblingen in die Erzabtei Tyniec in Galizien. Auch Zängerle folgte diesem Ruf und wurde 1807 in Krakau Professor für Bibelgriechisch und Neues Testament. Als Krakau 1809 polnisch wurde, musste auch Tyniec aufgegeben werden, und Zängerle kam nach Zwischenstationen 1811 nach Prag, wo er an der dortigen Universität Ordinarius für die Heilige Schrift wurde. Zwei Jahre später übernahm er den Lehrstuhl für Neues Testament an der Universität Wien.
Obwohl er die protestantische Bibelexegese kannte und auch als Lehrender benutzte, bekam er nie Probleme mit der kirchlichen Obrigkeit. Er gehörte schließlich zum Kreis um den später heiliggesprochenen Redemptoristen, Anti-Aufklärers und Vertreters eines romantischen Katholizismus, Klemens Maria Hofbauer, dem „Apostel Wiens“. 1821 ließ er sich, da seine benediktinische Kommunität inzwischen zerstreut war, von den Ordensgelübden entbinden.

## Als Fürstbischof  ein religiöser Erneuerer

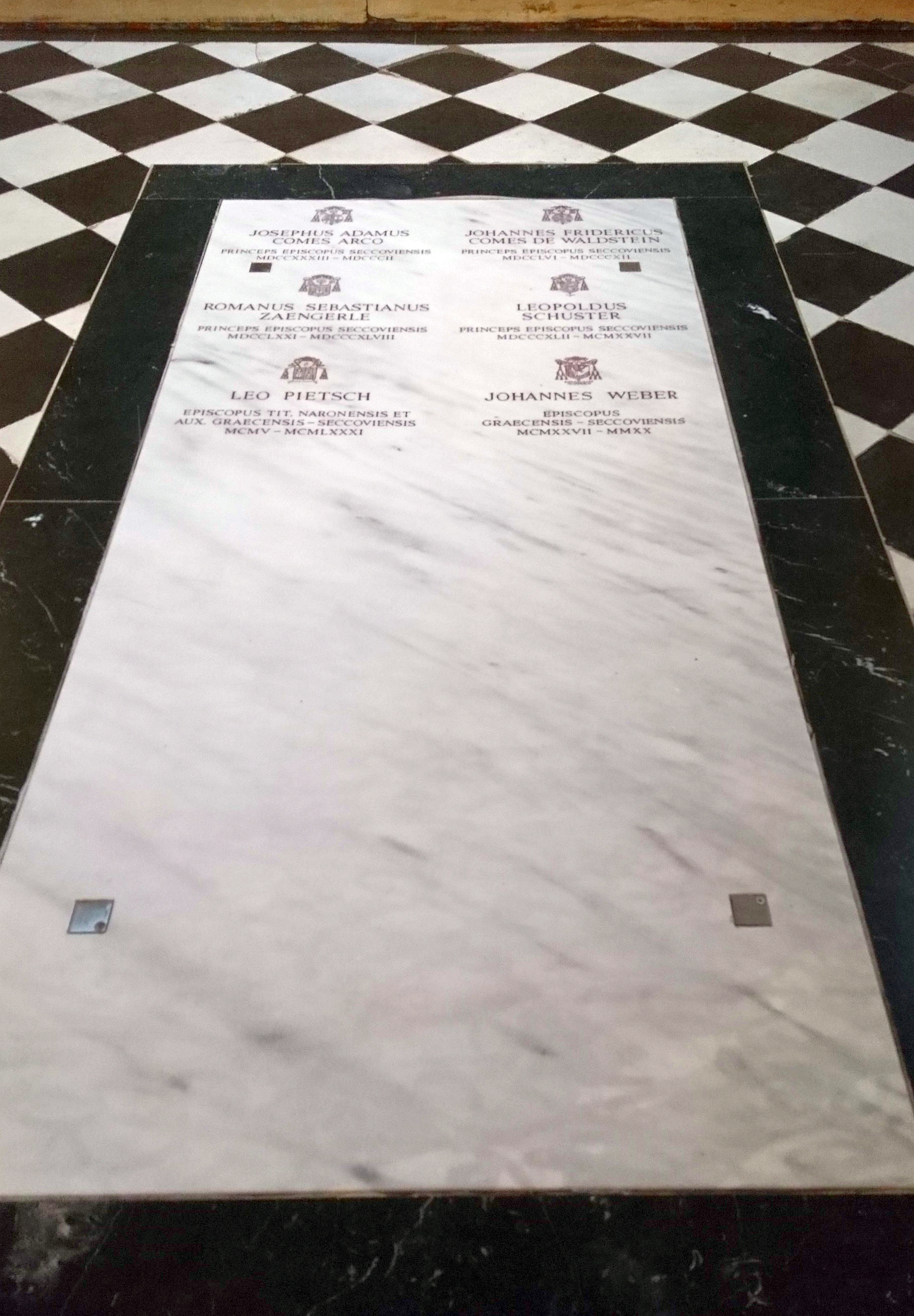
Dom, Graz – Bischofsgruft in der Kreuzkapelle

Am 18. Mai 1824 nominierte ihn  der Salzburger Fürsterzbischof Augustin Johann Joseph Gruber zum Fürstbischof von Seckau und damit gleichzeitig zum Administrator der Diözese Leoben mit Bischofssitz in Graz. Die Bischofsweihe durch Erzbischof Gruber fand am 12. September, die Inthronisation am 31. Oktober 1824 statt. Während des folgenden 24-jährigen Episkopats bemühte er sich mit großem Eifer um die geistliche Erneuerung der beiden Sprengel, insbesondere des Weltklerus. Von 1825 bis 1828 unternahm er zahlreiche Visitationsreisen. Obwohl dem Kaiserhaus treu ergeben, bekämpfte er die staatliche Kirchenhoheit und musste in diesem Zusammenhang eine Reihe von Auseinandersetzungen erleben. Dabei gelang ihm, gegenüber dem Staat den bischöflichen Leitungsanspruch über das Grazer Priesterseminar durchzusetzen. Auch bemühte er sich um eine größere Regeltreue in den Klöstern seiner beiden Sprengel, jedoch nicht immer mit Erfolg. So setzte er auch auf  neue Orden und holte 1825 die Redemptoristen für mehrere Niederlassungen in sein Gebiet. 1832 gewann er die Jesuiten für Graz. Es folgten bis 1845 weitere Klostergründungen männlicher und weiblicher Observanz. Auch förderte er religiöse Bruderschaften und die Dritten Orden. In konfessionellen Fragen, z. B. in der Mischehenfrage, vertrat er kompromisslos die Standpunkte der römischen Kurie. Seine Romtreue brachte ihm 1843 bei der Feier seines goldenen Priesterjubiläums ein Lob von Papst Gregor XVI. ein.
Ab 1845 litt er unter der Gicht. Er starb an den Folgen einer Lungenentzündung und wurde in der Krypta der Grazer Domkirche bestattet. Er hinterließ eine Reihe von Schriften, insbesondere Fasten- und andere Predigten.